# Ljubityel 2
A Ljubityel 2 (oroszul: Любитель, magyarul: amatőr) szovjet 6×6-os képméretű kétaknás tükrös fényképezőgép. A leningrádi LOMO gyártotta 1955–1977 között. A Ljubityel továbbfejlesztett változata. Korának egyik legolcsóbb, időtálló felépítésű kétaknás gépe volt. A fotósok körében kedvelt Rolleiflex-utánzat volt. 1955 és 1979 között gyártották, 2 232 245 darab készült belőle.

## Műszaki jellemzői

### Felépítése
A gép kétaknás tükrös fényképezőgép, vagyis két objektív található a gépen. Az alsó objektív maga a felvevőobjektív, a felső lencse pedig a kereső. Az objektíven keresztül jutó fény közvetlenül a filmre jut, míg a keresőobjektíven beeső fény először egy 45 fokos tükörre esik, majd innen továbbhalad egy matt üveg (illetve a későbbi vázakban matt alsó felületű gyűjtőlencse) felé. Mivel a matt üvegen nagy külső fénynél bizonytalanul lehetne a képet látni, úgynevezett tükörakna veszi ezt körül. Ez a tükörakna négy lemezből áll, amelyek használaton kívül laposra csukhatók. A kereső képe nem oldalhelyes, azaz ami a keresőben bal oldalt látható, az a valóságban jobb oldalon van. Ez a 45 fokos tükör miatt van, mivel az nem állítja vissza oldalhelyessé a képet, mint a pentaprizma más tükörreflexes gépekben.

### Objektív
T–22 jelű, 75 mm gyújtótávolságú, három lencséből álló Triplet objektív. Az objektív fényereje f/4,5. Ez a szokatlan fényérték a régi német rekeszszámozási rendszer negyedik fokozata, mely valamivel kisebb rekesznyílást jelöl, mint a ma használatos nemzetközi rekeszszámozási rendszer 4-es rekeszszáma. A 4,5-ös maximális fényerő ellenére, a szűkített rekeszértékek már a nemzetközi rekeszszámozás szerintiek, azaz 8, 11, 16, 22. Esetleg külön fénymérővel használva a 4,5-ös értéket 4-es rekeszértéknek vehetjük, mivel ez mindössze 20% eltérés a filmmegvilágításban, amit mindenfajta film elbír. A kép élesre állítása frontlencsés rendszerű. A tüköraknás élességbeállításhoz a felvevő és keresőobjektív mozgását szinkronizálni kell, amit fényképezőgépben a két lencsefoglalat fogaskerekes összekapcsolásával valósítottak meg. A keresőobjektív fényereje a jobb beállítás miatt nagyobb, mint a fényképezőobjektívé, 2,8-as értékű. A két objektívhez közös védősapkát alakítottak ki. A Ljubityel 2-es géphez 27 mm-es rátehető színszűrőt használhatunk. A tárgytávolságot 1,4 m és végtelen között lehet állítani. Mélységélesség-jelző gyűrű nincs a fényképezőgépen, ennek pótlására való a mélységélességi táblázat.

### Zárszerkezet
A záron a B időn kívül 1/15; 1/30; 1/60; 1/125; 1/250 másodperc megvilágítási idők állíthatók be. A rövidebb záridőkhöz csatlakoztatható a géphez távkioldó zsinór is, illetve a zárszerkezetbe önkioldót is építettek, ami 10–11 másodperc alatt jár le. A zár szinkronizált, így vakuval együtt is használhatjuk, viszont a gép nem rendelkezik vakusínnel. A zárszerkezet manuális, így minden exponálás előtt fel kell húzni, továbbá a filmtovábbítás is manuálisan, a zárfelhúzástól függetlenül hajtandó végre.

### Gépváz
A gépváz oldalán két színszűrő elhelyezésére alkalmas fedéllel ellátott fészek van. A váz alján 1/4”-os állványcsavar van. A gépváz tetején megtalálható az ún. sportkereső is, amit a tükörakna határolólemezeiből lehet kialakítani úgy, hogy a tükörakna első lapjának közepét ütközésig lehajtjuk. Viszont a sportkeresős használatkor csak a távolság-skála segítségével állítható be a fókuszpont.